# Michele Navarra

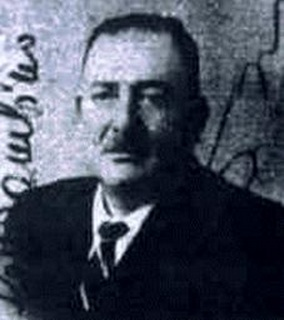
Michele Navarra

Michele Navarra (Corleone, 5 januari 1905 - 2 augustus 1958) was een machtig lid van de Siciliaanse maffia. Hij was een gediplomeerd arts en had de leiding over de maffiafamilie uit de stad Corleone, de Corleonesi. Hij stond bekend als U Patri nostru (Onze vader).
Navarra werd geboren in Corleone (Sicilië) in een middenklassegezin. Zijn vader was een kleine landeigenaar, een landmeter en leraar aan de plaatselijke agrarische school. Michele studeerde aan de universiteit van Palermo, eerst bouwkunde en later geneeskunde. Hij behaalde zijn diploma in 1929. Later diende hij in het Italiaanse leger, dit duurde tot 1942, en hij bereikte daar de rang van kapitein. Hij werd de baas van de Corleone-clan in 1943.
Navarra was een maffiabaas van het ouderwetse soort: deftig, goed gekleed, maar woest. Hij vermoordde niet zelf mensen maar besteedde dit uit. In 1958 werd hij op bevel van Luciano Leggio, de rechterhand van Navarra en een bijzonder brute maffioso, vermoord vanwege een geschil over een te bouwen dam.